# Sentier Dassy
Le sentier Dassy, ou sentier du Bras de la Plaine, est un sentier de randonnée de l'île de La Réunion, département d'outre-mer français dans le sud-ouest de l'océan Indien. Entièrement situé sur le territoire de l'Entre-Deux, ce sentier très fréquenté permet de relier cette localité à Bras de Pontho, au Tampon. Sa partie sud-ouest est située dans le parc national de La Réunion.

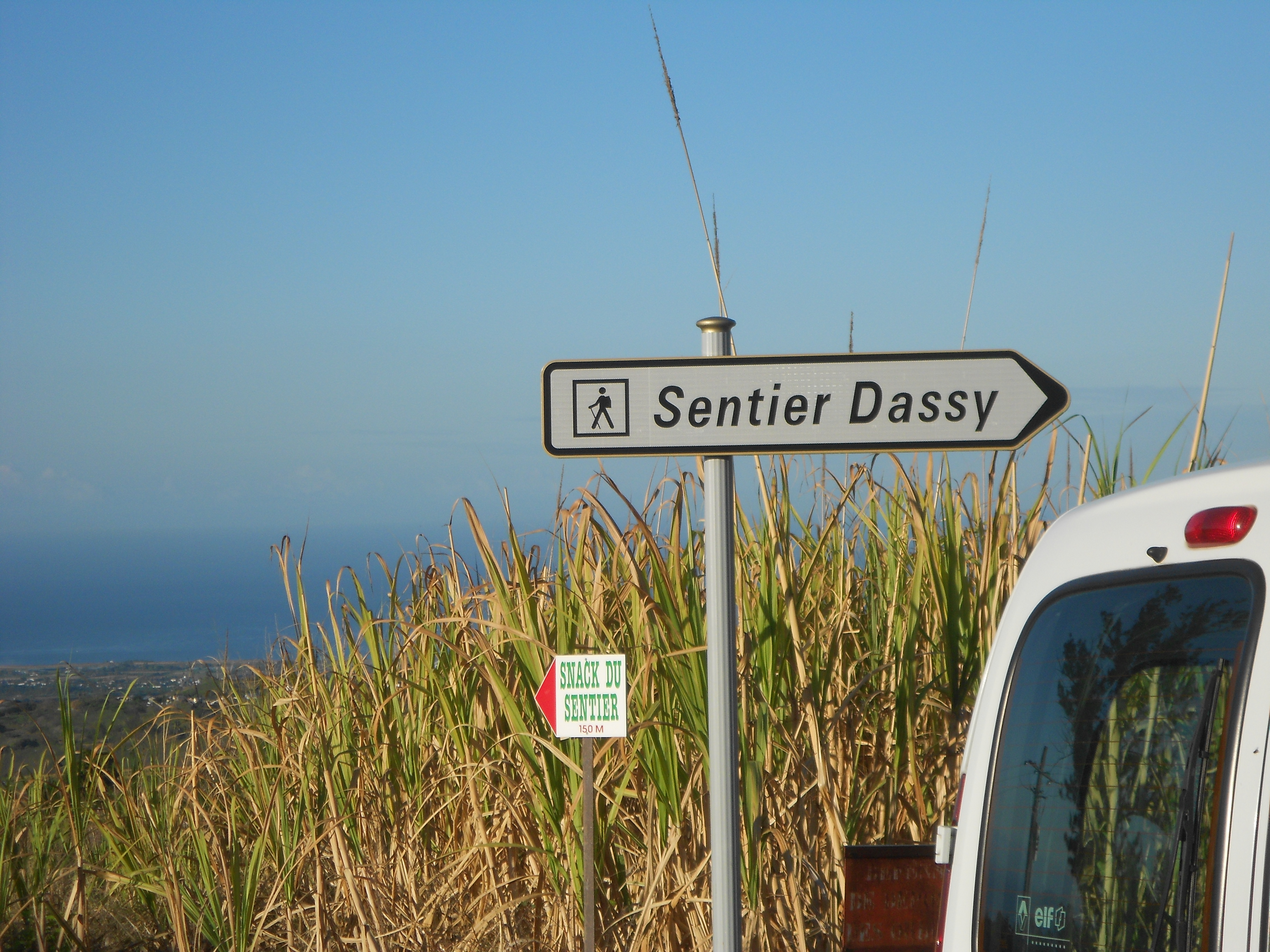
Le sentier du Bras de la Plaine ou sentier Dassy.

## Situation géographique et accès
On peut accéder au sentier du Bras de la Plaine par l'Entre-Deux, ainsi que par le Tampon, par Pont-d'Yves et par Bras de Pontho.
- À partir de Bras de Pontho, il faut prendre la direction de Dassy. Le sport nature[1] connaît un essor important à La Réunion, notamment avec ses nombreux sentiers[2]. C'est pourquoi, il est difficile de trouver une place sur le parking, qui est bondé depuis très tôt le matin, le sentier étant emprunté par les touristes et les sportifs, qui s'entraînent notamment pour le Grand Raid. Ce parking est situé dans un virage entouré de champs de cannes à sucre.
- Depuis l'Entre-Deux, sur la route menant à l'église, il faut suivre le panneau portant l'indication les « gorges arches naturelles ».

## Caractéristiques
Le sentier, proche de la ravine des citrons, est accessible aux débutants et longe le Bras de la Plaine. On trouve sur le sentier, entretenu par l'ONF, deux oratoires dans des creux de parois rocheuses. On rencontre huit grottes et cavernes, mais il faut faire attention aux chutes de pierres et aux brusques montées d'eau. Il est aussi possible de pique-niquer sur les berges et de se rafraichir sous les cascades. Comme pour indiquer la moitié du parcours, une passerelle, "le pont des Lianes", rénovée en 2008, relie les deux versants.

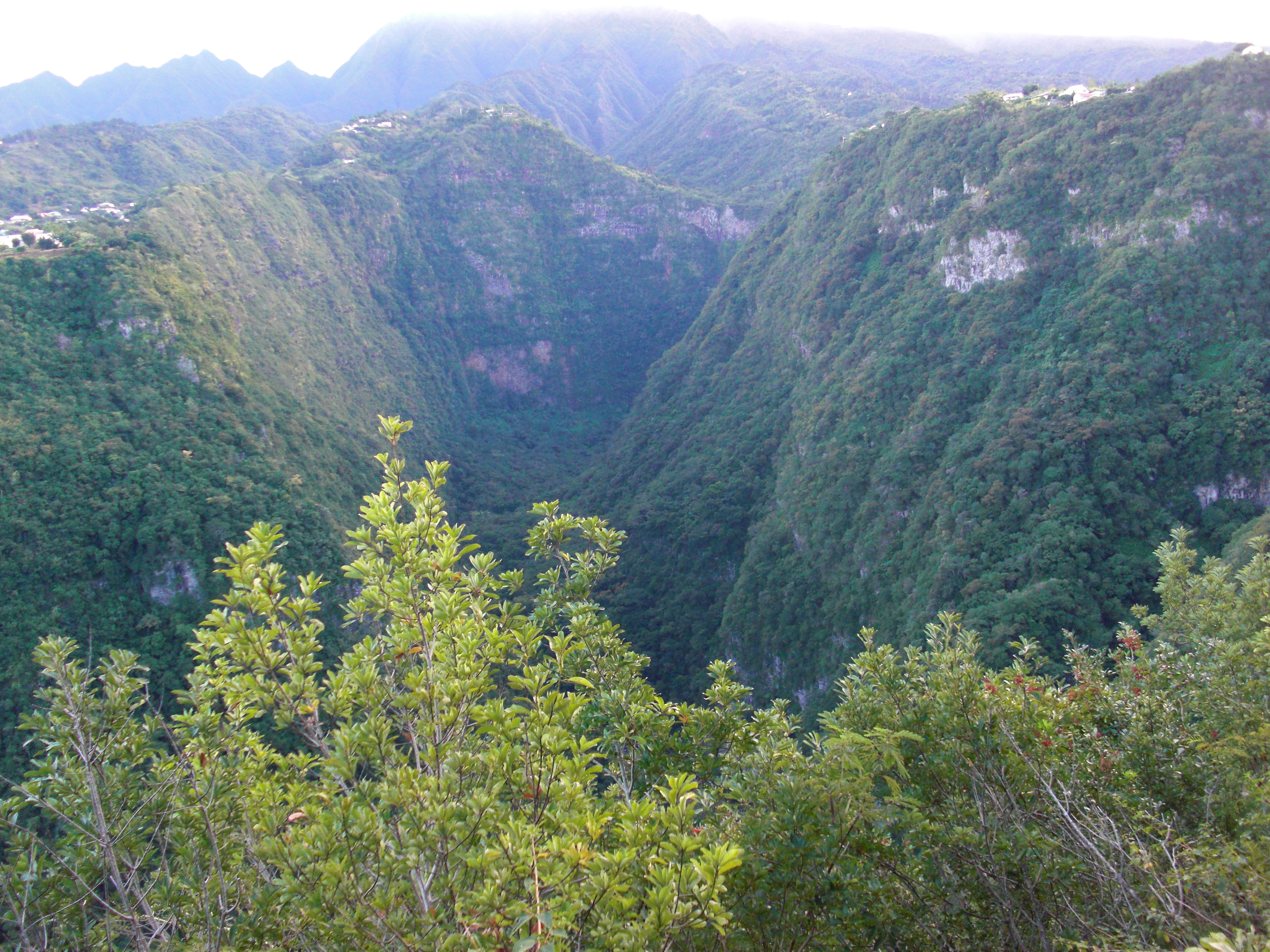
Vue du départ du sentier Dassy.

## Faune et flore
Sur ce sentier d'une biodiversité exceptionnelle, grâce à son climat particulier, on trouve des bambous, lianes et « galaberts », ainsi que des chocas, des arbres fruitiers, des vergers de manguiers et de letchis, surtout présents au début du parcours, au Dassy. Dans la rivière du Bras de la Plaine, on trouve également des anguilles et des petits alevins, les bichiques. Dans de nombreuses grottes, les oiseaux endémiques, espèces protégées, tels que le paille-en-queue, le papangue, l'oiseau vert ou l'oiseau à lunette, peuvent être aperçus le long du sentier.

## Autres sentiers dans les environs
- randonnée le Dimitile, Entre-Deux
- randonnée Bassin Sassa, Entre-Deux
- randonnée piton de Mont Vert, Saint-Pierre
- randonnée du canal Saint-Étienne, Saint-Pierre
- sentier du littoral de Terre-Rouge, Saint-Pierre
- sentier la corde, Saint-Pierre